# Sinsum (Butjadingen)
Sinsum ist als Bauerschaft ein Ortsteil von Burhave in der Gemeinde Butjadingen im Landkreis Wesermarsch.

## Geschichte
Sinsum befindet sich auf einer Wurt. Der Ortsname geht vermutlich auf eine Person namens „Sinse“ zurück. Im Mannzahlregister von 1581 taucht Sinsum unter anderem mit vier Männern in Rüstung auf. Während des Ersten Weltkrieges wurde in der Nähe das Fort Sinsum errichtet. Nördlich von Sinsum befindet sich das Naturschutzgebiet Sinsum/Burhave.

### Verwaltungsgeschichte
Seit 1974 ist Sinsum Teil der Gemeinde Butjadingen zuvor gehörte es zur Gemeinde Burhave.

## Demographie
| Jahr | Einwohner   |
| ---- | ----------- |
| 1675 | 81          |
| 1679 | 19 Familien |
| 1762 | 69          |
| 1783 | 71          |
| 1815 | 93          |
| 1855 | 139         |
| 1895 | 77          |
| 1925 | 46          |
| 1950 | 93          |
| 1961 | 70          |
| 1970 | 63          |
| 2002 | 40          |